# Gate.io
Gate.io é uma plataforma global de exchange de criptomoedas e blockchain criada em 2013. Ela está classificada entre as 10 primeiras do mundo em termos de volume de negócios, conforme relatado pela Reuters.

## História

### 2013
Gate.io foi fundada pelo Dr. Lin Han em abril de 2013. Devido à restrição de criptomoedas imposta pelos reguladores da China a partir de setembro de 2017, a Gate.io transferiu sua operação para fora do país, atendendo progressivamente o mercado global.

### 2019-2021
A plataforma de transmissão ao vivo, Gate.io Live, também foi lançada em 14 de outubro de 2019 permitindo que a Gate.io interagisse em tempo real com seus usuários. Os usuários podem comentar, enviar dúvidas e participar das atividades ao vivo hospedadas na Gate.io Live. Sua função de tela dividida também permite que os usuários negociem enquanto assistem às sessões.
Em 2019, lançou o fundo Gate SAFU, que atua como rede de segurança e fundo de seguro para os ativos dos usuários.
A Gate.io lançou seu Fundo de Reservas em 2020, uma prova técnica que fornece aos usuários um método para verificar suas garantias, incluindo seus ativos totais na plataforma. É uma combinação de um algoritmo matemático e uma auditoria financeira baseada em um algoritmo à prova de hackers.
A Gate.io passou no teste de volume confiável da Coin Metrics em julho de 2020, onde os aspectos da faixa de teste incluem correlação de volume, análise de tráfego da web e recursos qualitativos.
A Gate.io recrutou Hacken em 2020 para atender aos requisitos de obtenção do certificado Crypto Exchange Ranks (CER), fortalecendo seus mecanismos de segurança e práticas empresariais, incluindo um programa de recompensas de bugs e auditorias de testes de penetração.
Posteriormente, em agosto de 2020, a Gate.io também recebeu a primeira posição com base na pontuação de segurança cibernética da CER.live, uma plataforma de classificação e certificação de segurança cibernética que verifica os saldos e responsabilidades das exchanges de criptomoedas em todo o mundo.
O braço de capital de risco da Gate.io, Gate Ventures, também foi estabelecido em setembro de 2021. A Gate Ventures se concentra em investimentos em estágio inicial de infraestrutura, ecossistema e aplicações descentralizadas, bem como fornece financiamento, recursos operacionais e experiência no setor. Em seus estágios iniciais, a Gate Ventures lançou um fundo no valor de US$100 milhões para apoiar projetos no setor.
Posteriormente, a Gate Ventures lançou outro fundo no valor de US$200 milhões para apoiar mais protocolos alternativos de camada 1 e camada 2 em novembro de 2022.
Em janeiro de 2021, a Gate.io lançou seu acelerador de startups, Gate Labs, com o objetivo de apoiar empreendedores com apoio da indústria, melhores práticas e recursos.

### 2022-2023
Em 2022, a Gate.io lançou a Gate Learn, uma plataforma de aprendizagem na área de investimentos em criptomoedas.
Em outubro de 2022, a Gate.io e a cidade de Busan começaram a configurar e gerenciar a Busan Digital Asset Exchange.
A Gate.io também prometeu US$100 milhões por meio do Fundo Gate SAFU que visa apoiar a indústria de criptomoedas em dezembro de 2022.
O Gate Group fez parceria com a Visa para lançar um cartão de criptomoedas disponível para países selecionados do Espaço Econômico Europeu em março de 2023.
Em 2023, a Gate.io fez parceria com a Coinfirm, uma plataforma de Combate à Lavagem de Dinheiro (AML) em tempo real e à gestão de riscos de combate ao financiamento do terrorismo (CFT) para ativos digitais e criptomoedas.
A Gate.io mais uma vez contratou Hacken em agosto de 2023, desta vez com o objetivo de auditar contratos smarts dentro da Gate Web3 e seu ecossistema descentralizado mais amplo. A partir deste aprimoramento aprimorado da parceria, a segurança do sistema e dos ativos da Gate.io foi aprimorada ainda mais pelas auditorias de contratos smarts de terceiros e pela produção de relatórios para reforçar a detecção e mitigação de vulnerabilidades conduzidas pela Hacken.

## Status Legal
A Gate.io é uma exchange de criptomoedas e provedora de serviços de ativos virtuais reconhecida mundialmente, que é uma das exchanges do Gate Group. O Grupo Gate restringe os seus serviços em determinadas localizações geográficas e obteve com sucesso as seguintes licenças e aprovações para oferecer uma ampla gama de serviços adaptados a diferentes mercados.

### Europa
Na Europa, o Gate Group garantiu licenças e registros em vários países. Isso inclui licença de ativos financeiros virtuais (VFA) Classe 4 para realizar troca de ativos virtuais e serviços de custódia em Malta, registros como Provedor de Serviços de Ativos Virtuais (VASP) na Lituânia e Itália, e o registo de instituições de caridade em Gibraltar.
A Gate.io obteve uma licença de serviços de criptomoedas na Lituânia em setembro de 2022.

### Oriente Médio
Expandindo sua presença para o Oriente Médio, o Gate Group obteve uma licença do Dubai Multi Commodities Centre (DMCC) para realizar negociações proprietárias de criptomoedas nos Emirados Árabes Unidos (EAU). Além disso, em novembro de 2022, o Gate Group lançou o Gate Turkey para atender o mercado turco e atender às necessidades dos traders de criptomoedas no país.

### Ásia
Em Hong Kong, a Hippo Financial Services Limited do Gate Group adquiriu a licença Trust & Company Service Provider (TCSP) em 2022. Com isso, a Gate.HK foi lançada oficialmente em maio de 2023.

## Produtos
A Gate.io é uma exchange centralizada de criptomoedas com vários produtos e serviços de ativos digitais, incluindo spot trading e de margem, futuros perpétuos, opções e NFTs. Em maio de 2023, os ativos cambiais totais da Gate.io eram de US$1,88 bilhão, de acordo com a Bloomberg.

### Trading
A Gate.io possui spot trading, trading de margem, pagamentos push e função de conversão entre diferentes criptomoedas, bem como futuros, opções e CBBCs perpétuos e de não perpétuos. Os usuários que são novos no mercado de criptomoedas também podem usar a função de copy trading para replicar automaticamente as estratégias de trading de traders experientes.

### Produtos & Serviços
Além dos serviços financeiros, a Gate.io oferece o GateChain, um ecossistema descentralizado para armazenamento, emissão e trading de ativos digitais, bem como a Gate Ventures, Gate Grants, Gate Labs, Gate NFT, Wallet S2, plataforma MiniApp e GameFi Center. Em agosto de 2019, a Gate.io lançou seu token comercial GateToken (GT) em sua rede principal GateChain. Em conexão com isso, o Whitepaper do seu protocolo blockchain, HipoSwap, também foi lançado em 14 de setembro de 2020. Um pouco mais tarde, em 2021, a rede principal GateChain anunciou que oferece suporte oficial à Ethereum Virtual Machine (EVM).

### GateToken (GT)
GateToken (GT), o token nativo de sua rede pública GateChain, foi lançado em agosto de 2019. Ele pode ser usado para pagar taxas de gás para transações que ocorrem na rede.

### Ecossistema Web3
No ecossistema Web3, a Gate.io tem um mercado spot DEX, um roteador multi-chain para troca de tokens, piquetagem e agregador de ganhos, mercado NFT e Gate Wallet. A Gate Wallet é uma agregação de múltiplas chains e uma carteira descentralizada sem custódia para os usuários gerenciarem ativos em diferentes chains.
Em novembro de 2022, a Gate.io lançou sua solução de pagamento baseada em criptomoedas, Gate Pay. A Gate Pay permite que os usuários façam compras usando criptomoedas com segurança, impulsionando ainda mais a adoção da criptomoeda e da Web 3.0 para o público.